# 소수 모듈러 형식
수학에서 모듈러 형식은 복소해석학 및 정수론에서 중요한 상반평면에 있는 특정 복소 해석 함수이다. 소수 {\displaystyle p}를 법으로 환산하면 복소 모듈러 형식의 고전 이론과 모듈러 형식의 {\displaystyle p}-진 이론에 대한 비슷한 이론이 있다.

## 법 2로 모듈러 형식 축소

### 법 2로 줄이기 위한 조건
모듈러 형식은 해석 함수이므로 푸리에 급수 표현을 갖는다. 모듈러 형식도 모듈러 군의 군 작용에 대한 함수 방정식을 만족하므로 이 푸리에 급수는 항 {\displaystyle q=e^{2\pi iz}}으로 표현될 수 있다. 그래서 만약 {\displaystyle f}가 모듈러 형식이면 {\displaystyle f(z)=\sum _{n\in \mathbb {N} }c(n)q^{n}}이 성립하는 계수들 {\displaystyle \{c(n)\}}이 있다. 모듈러 형식들 가운데 {\displaystyle q}-급수의 계수가 모두 정수인 경우만 모은 모듈러 형식 공간의 부분 공간을 고려하자. 그러면 모든 계수를 법 2로 줄이는 것이 가능하며, 이는 법 2로 축소한 모듈러 형식을 제공한다.

### 법 2 모듈러 형식의 기저
모듈러 형식은 {\displaystyle G_{4}}, {\displaystyle G_{6}}로 생성된다. 그러면 {\displaystyle G_{4}}, {\displaystyle G_{6}}를 {\displaystyle q}-급수의 계수가 모두 정수인 {\displaystyle E_{4}}, {\displaystyle E_{6}}로 정규화할 수 있다. 이것은 법 2로 축소될 수 있는 모듈러 형식들의 생성원이다. 밀러 기저에는 몇 가지 흥미로운 성질이 있다. 일단 법 2를 줄이면, {\displaystyle E_{4}}와 {\displaystyle E_{6}}는 그냥 {\displaystyle 1}이다. 즉, 자명한 축소이다. 자명하지 않은 축소를 얻기 위해 수학자들은 모듈러 판별식 {\displaystyle \Delta }을 사용한다. {\displaystyle \Delta }는 {\displaystyle E_{4}}와 {\displaystyle E_{6}} 이전에 "선험적인" 생성원으로 도입되었다. 따라서 모듈러 형식은 {\displaystyle E_{4}}, {\displaystyle E_{6}}, {\displaystyle \Delta }의 다항식으로 여겨진다. (일반적으로 {\displaystyle \mathbb {C} } 위에서이지만, 축소를 위해 정수 {\displaystyle \mathbb {Z} }를 통해 볼 수 있다.) 일단 법 2로 축소하면  {\displaystyle \mathbb {F} _{2}}위에서 {\displaystyle \Delta }의 다항식이 된다.

### 법 2 모듈러 판별식
모듈러 판별식은 무한 곱
{\displaystyle \Delta (q)=q\prod _{n=1}^{\infty }(1-q^{n})^{24}=\sum _{n=1}^{\infty }\tau (n)q^{n}.}
으로 정의된다. 이 무한곱의 {\displaystyle q}-급수 형태에서 계수는 일반적으로 라마누잔 타우 함수 {\displaystyle \tau }에 해당한다. 콜베르그와 장-피에르 세르의 결과는 {\displaystyle \Delta (q)\equiv \sum _{m=0}^{\infty }q^{(2m+1)^{2}}{\bmod {2}}} 임을 보여준다. 즉, 2를 법으로 {\displaystyle \Delta }의 {\displaystyle q}-급수는 {\displaystyle q} 홀수 제곱의 거듭제곱에.

## 법 2 헤케 연산자
헤케 연산자는 일반적으로 모듈러 형식에서 작동하는 가장 중요한 연산자로 여겨진다. 따라서 이를 법 2로 줄이려는 시도는 정당하다.
모듈러 형식 {\displaystyle f}의 헤케 연산자들은 다음과 같이 정의된다: {\displaystyle n\in \mathbb {N} }에 대해 {\displaystyle T_{n}f(z)=n^{2k-1}\sum _{a\geq 1,\,ad=n,\,0\leq b<d}d^{-2k}f\left({\frac {az+b}{d}}\right)} .
헤케 연산자는 다음과 같이 {\displaystyle q}-급수 위에서 정의할 수 있다: {\displaystyle f(z)=\sum _{n\in \mathbb {Z} }c(n)q^{n}}이면, {\displaystyle T_{n}f(z)=\sum _{m\in \mathbb {Z} }\gamma (m)q^{m}}, 여기서
{\displaystyle \gamma (z)=\sum _{a|(n,m),\,a\geq 1}a^{2k-1}c\left({\frac {mn}{a^{2}}}\right).}
모듈러 형식이 {\displaystyle q}-급수를 사용하여 축소되었기 때문에, {\displaystyle q}-급수 정의를 채택하는 것은 의미가 있다. 이 합은 소수 헤케 연산자(즉, {\displaystyle m}이 소수일 때)이 많이 단순화 하기 때문에(더하는 항이 2개뿐이다.), 이는 법 2로 축소에 하기 아주 좋다. 더하는 항이 3개 이상인 경우 법 2로 많은 상쇄가 발생하며 과정의 유의미성이 의심될 수 있다. 따라서 법 2 헤케 연산자는 일반적으로 소수에 대해서만 정의한다.
{\displaystyle q}-표현 {\displaystyle f(q)=\sum _{n\in \mathbb {N} }c(n)q^{n}}을 가진 법 2 모듈러 형식 {\displaystyle f}에 대해, {\displaystyle f} 위의 헤케 연산자 {\displaystyle T_{p}}는 {\displaystyle {\overline {T_{p}}}|f(q)=\sum _{n\in \mathbb {N} }\gamma (n)q^{n}}로 정의된다. 여기서
{\displaystyle \gamma (n)={\begin{cases}c(np)&{\text{ if }}p\nmid n\\c(np)+c(n/p)&{\text{ if }}p\mid n\end{cases}}\quad {\text{ and }}p{\text{ an odd prime}}.}
법 2 헤케 연산자는 영인자를 가지고 있다는 흥미로운 성질에 유의하는 것이 중요하다. 영인자의 위수를 찾는 것은 장-피에르 세르와 장-루이 니콜라가 2012년에 발표한 논문에서 해결한 문제이다.

## 법 2 헤케 대수
헤케 대수는 법 2로 축소될 수도 있다. 그것은 {\displaystyle \mathbb {F} _{2}} 위에서 법 2 헤케 연산자에 의해 생성된 대수로 정의된다.
에서 세르와 니콜라의 표기법에 따라 {\displaystyle {\mathcal {F}}=\left\langle \Delta ^{k}\mid k{\text{ odd}}\right\rangle }, 즉 {\displaystyle {\mathcal {F}}=\left\langle \Delta ,\Delta ^{3},\Delta ^{5},\Delta ^{7},\Delta ^{9},\dots \right\rangle }.  {\displaystyle \dim({\mathcal {F}}(n))=n}이도록 {\displaystyle {\mathcal {F}}(n)=\left\langle \Delta ,\Delta ^{3},\Delta ^{5},\dots ,\Delta ^{2n-1}\right\rangle }로 쓰면서, 주어진 {\displaystyle \mathbb {F} _{2}} 그리고 {\displaystyle T_{p}}애 대해 {\displaystyle A(n)}를 {\displaystyle {\text{End}}\left({\mathcal {F}}(n)\right)}의 {\displaystyle \mathbb {F} _{2}}-부분 대수로 정의한다.
즉, 만약 {\displaystyle {\mathfrak {m}}(n)=\{T_{p_{1}}\cdot T_{p_{2}}\cdots T_{p_{k}}\mid p_{1},p_{2},\dots ,p_{k}\in \mathbb {P} ,k\geq 1\}}이 {\displaystyle {\mathcal {F}}}의 부분 선형 공간이면, {\displaystyle A(n)=\mathbb {F} _{2}\oplus {\mathfrak {m}}(n)}.
마지막으로 헤케 대수 {\displaystyle A}를 다음과 같이 정의한다: {\displaystyle {\mathcal {F}}(n)\subset {\mathcal {F}}(n+1)}이므로, {\displaystyle A(n)}의 원소를 얻기 위해 {\displaystyle A(n+1)}의 원소를 {\displaystyle {\mathcal {F}}}로 제한할 수 있다. 사상 {\displaystyle \phi _{n}:A(n+1)\to A(n)}을  {\displaystyle {\mathcal {F}}(n)}에 대한 제한으로 생각할 때, {\displaystyle \phi _{n}}는 준동형사상이다. {\displaystyle A(1)}이 항등원 또는 0이므로 {\displaystyle A(1)\cong \mathbb {F} _{2}}이다. 따라서 사슬{\displaystyle \dots \to A(n+1)\to A(n)\to A(n-1)\to \dots \to A(2)\to A(1)\cong \mathbb {F} _{2}} 을 얻는다. 그런 다음 헤케 대수 {\displaystyle A}를 {\displaystyle n\to \infty }일 때 {\displaystyle A(n)}위의 사영 극한으로 정의하자. 명시적으로 이것은{\displaystyle A=\varprojlim _{n\in \mathbb {N} }A(n)=\left\lbrace T_{p_{1}}\cdot T_{p_{2}}\cdots T_{p_{k}}|p_{1},p_{2},\dots ,p_{k}\in \mathbb {P} ,k\geq 0\right\rbrace }을 의미한다.
헤케 대수 {\displaystyle A}의 주요 성질은 이 대수가 {\displaystyle T_{3}}와 {\displaystyle T_{5}}의 급수로 생성된다는 것이다. 즉, {\displaystyle A=\mathbb {F} _{2}\left[T_{p}\mid p\in \mathbb {P} \right]=\mathbb {F} _{2}\left[\left[T_{3},T_{5}\right]\right]}.
따라서 임의의 소수 {\displaystyle p\in \mathbb {P} }에 대해, {\displaystyle T_{p}=\sum _{i+j\geq 1}a_{ij}(p)T_{3}^{i}T_{5}^{j}}이 성립하는 계수 {\displaystyle a_{ij}(p)\in \mathbb {F} _{2}}를 찾을 수 있다.